# Bart's New Friend
Bart's New Friend é o décimo primeiro episódio da vigésima sexta temporada do seriado de animação de comédia de situação The Simpsons, sendo exibido originalmente na noite de 11 de Janeiro de 2015 pela Fox Broadcasting Company (FOX) nos Estados Unidos.
No episódio, Homer vai a um hipnotizador e lhe é dada a mentalidade de um menino de dez anos de idade. O hipnotizador morre, deixando Homer preso na mente de uma criança. Ele começa a se relacionar com Bart, enquanto neste estado, se recusa a voltar para as responsabilidades da vida adulta.

## Produção
O episódio foi escrito por Judd Apatow em 1990 e refeito para ir ao ar nesta temporada. Stacy Keach é a estrela convidada para o episódio. Apatow é mais conhecido por filmes como Missão Madrinha de Casamento e The 40-Year-Old Virgin. O episódio originou como um roteiro de especulação que Apatow tinha escrito quando tinha 22 anos de idade, no estilo dos primeiros episódios da série. Em entrevista ao TVGuide.com, Apatow explicou que "também escreveu um roteiro de especulação para o grande Chris Elliott, do show Get a Life. Eles, pelo menos, me trouxeram para uma reunião, mas que não levou a qualquer trabalho, qualquer um. Então, todos esses anos depois, Al Jean me chama e diz: 'Ei, nós vamos fazer isso agora!'"
Antes do final do episódio, Maggie aparece segurando uma bandeira em que se lê Je Suis Charlie (Somos Todos Charlie), em memória às vítimas nos ataques terroristas nos escritórios do jornal satírico Charlie Hebdo em Paris. A aparência de Maggie parece assemelhar-se de um desenho icônico da personagem de Cosette no romance Os Miseráveis, de Victor Hugo, que ficou famosa como uma imagem de publicidade para a adaptação musical do romance. Uma outra referência está na postura de Eugène Delacroix no quadro A Liberdade Guiando o Povo, ao segurar a bandeira.

## Enredo
Homer descobre que seus co-inspetor de segurança, Don Bookner, do Setor 7G da Usina Nuclear de Springfield se aposenta, o que significa que ele vai ter que fazer o trabalho sozinho. Ele é colocado sob pressão e é incapaz de fazer uma pausa. Marge sugere que a família poderia ir a um circo. Aqui, Homer ainda não pode se divertir e até mesmo leva socos de um palhaço que tenta enganá-lo. Bart sugere que eles vejam o hipnotizador. O hipnotizador Sven Golly,(Svengali é desde 1895 o romance de George du Maurier Trilby), faz com que Homer acreditar que ele é uma criança de 10 anos de idade novamente. No hospital, Dr. Hibbert explica que a única maneira de trazer de volta Homer é entrar em contato com Sven Golly novamente.
Isso força Homer a compartilhar seu quarto com Bart. Bart fica surpreso quando o novo Homer diz que quando ele vai crescer, ele não vai ter um emprego ou uma família e faz dele o seu novo melhor amigo e cúmplice, para desgosto de Milhouse. Por outro lado, Marge começa a perder o marido, mesmo que as crianças se divertam com ele, especialmente Lisa, que detém um concerto com ele, e Bart que acredita que ele é invencível graças à proteção de Homer. O Chefe Wiggum finalmente consegue capturar Sven Golly e faz planos para trazê-lo de volta, mas ele e Marge descobrem que Homer e Bart saiu da casa e foi para O Mundo de Comichão e Coçadinha.
Homer é finalmente capturado e é dividido entre seu amor por Marge e seu novo vínculo com Bart. Ele escolhe o primeiro, depois de ter dito adeus a seu melhor amigo. Sven Golly, em seguida, traz Homer de volta. No final do episódio, Homer confidencia a Bart que ele tinha um amigo especial como uma criança, mas não consigue me lembrar de quem é. Ele também decide não estrangulá-lo novamente. Então, é revelado que Marge pediu a Sven Golly para fazer um Homer mais carinhoso.
Após o comercial final antes dos créditos finais, o Chefe Wiggum joga xadrez com Sven Golly, que consegue fazê-lo acreditar que ele é o prisioneiro real enquanto Golly é um policial. Golly então foge ao bloquear Wiggum em sua cela. Embora em sua cela, o Chefe Wiggum é visitado por Loki.

## Recepção

### Audiência
De acordo com o sistema de medição de audiências Nielsen, o episódio foi visto por 4,28 milhões de pessoas em sua exibição original, recebendo uma quota de 2,0/5 no perfil demográfico de telespectadores entre os 18 e os 49 anos de idade. Apresentou um decréscimo de 6,34 milhões de telespectadores com relação ao episódio anterior, The Man Who Came to Be Dinner. O show foi o mais visto na Fox naquela noite.

### Crítica
Dennis Perkins, do The A.V. Club, deu ao episódio uma classificação B, dizendo que "'Bart's New Friend' aponta para um ponto doce entre a ampla premissa e a verdade emocional, e se o seu objetivo é um pouco fora, mas o esforço é pelo menos apreciado. Homer e Bart têm se reconectado muitas vezes ao longo dos anos, mas isso não é um impedimento em si. A série pode revisitar temas familiares e outra vez, o seu modelo da família americana corrigida para atender o núcleo emocional da história. Eu estou me repetindo nestes comentários, mas eu rejeito a ideia de que Os Simpsons estão fora das histórias, porque não há fim para as histórias em girar-se para fora das relações e conflitos da unidade familiar. Então Homer sendo feito para pensar que ele é da mesma idade que seu filho é uma premissa como qualquer outra para explorar a divisão entre um pai e filho, a forma como as crianças veem os pais, como os adultos perderam o contato com o tipo de adultos que eles achavam que eram." 

## Ligações Externas
- "Bart´s New Friend" (em inglês) no IMDb
- "Bart's New Friend" (em inglês) no TV.com